# Onthophagus tungkamangensis
Onthophagus tungkamangensis là một loài bọ cánh cứng trong họ Bọ hung (Scarabaeidae).